# Ruger LCR
Il Ruger LCR è una rivoltella compatta costruita dalla Sturm, Ruger & Co. ed annunciata nel gennaio 2009. La sigla LCR sta per "Lightweight Compact Revolver".

## Caratteristiche
Ha diverse caratteristiche innovative, come un'impugnatura in polimero ed un particolare alloggiamento per il grilletto. Con circa 380 grammi di peso, l'LCR è il 50% più leggero di un Ruger SP101 e con solo il cilindro e la canna fatti di acciaio inossidabile. Il telaio è in lega di alluminio e di fibra di vetro rifinito in nero opaco. L'LCR opera con un sistema Double action only.
È stata originariamente rilasciata in due modelli: l'LCR e l'LCR-LG.
Nel giugno 2010, la Sturm, Ruger & Co. ha rilasciato due nuovi modelli dell'LCR: l'LCR-357, che usa munizioni .357 Magnum, anziché le .38 Special, e l'LCR-BGXS.
Nel dicembre 2011, la Sturm, Ruger & Co. ha annunciato il nuovo Ruger LCR 22, che usa munizioni .22 LR. Nello stesso anno sono stati distribuiti i modelli con il cilindro inciso con il laser ed altri con il cilindro d'oro.
La Sturm, Ruger & Co. produce anche l'LCRx con munizioni .38 Special +P, annunciato nel dicembre 2013, che è creato in base alla serie dell'LCR 7000, con una struttura in alluminio. Nel novembre 2014, la Sturm, Ruger & Co. ha iniziato ad offrire l'LCRx con una canna da tre pollici ed alcune impugnature leggermente differenti.
L'LCRx include un sistema per ridurre l'attrito esercitato dalla pressione del grilletto. Tutte le altre caratteristiche presenti nell'LCR .38 Special sono anche presenti nell'LCRx, inclusa l'impugnatura di polimero, la collocazione del grilletto ed il cilindro in acciaio inossidabile.